# 代謝性アシドーシス
代謝性アシドーシス（たいしゃせいアシドーシス、英語: metabolic acidosis）は、体内の酸塩基平衡の不均衡を特徴とする電解質異常である。代謝性アシドーシスには、酸産生の増加、重炭酸塩の喪失、および過剰な酸を排泄する腎臓の機能低下という3つの主な根本原因がある。代謝性アシドーシスは、アシデミア（動脈血pHが7.35未満と定義）を生じる可能性がある。アシデミアとアシドーシスは相互に排他的なものではなく、pHおよび水素イオン濃度は、他の酸塩基障害の併存にも依存する。したがって、代謝性アシドーシスの患者のpHは、様々である。
急性代謝性アシドーシスは、数分から数日間続くもので、重篤な病気に起こることが多く、一般に、体内で有機酸（ケトアシドーシスではケト酸、乳酸アシドーシスでは乳酸）が過剰に産生されたときに起こる。慢性代謝性アシドーシスは、週から年の単位で起こるもので、腎機能障害（慢性腎臓病）および/または重炭酸塩の消耗の結果として起こりうる。急性代謝性アシドーシスと慢性代謝性アシドーシスの悪影響もまた異なり、急性代謝性アシドーシスは重症患者において心臓血管系に影響を及ぼし、慢性代謝性アシドーシスは筋肉、骨、腎臓および心臓血管系に影響を及ぼす。
重炭酸塩による補充療法は、慢性腎臓病（CKD）に合併する慢性代謝性アシドーシスに対しては腎機能の低下を遅らせるが、急性代謝性アシドーシスに対しては、適応は限定的である。

## 症状と徴候

### 急性代謝性アシドーシス
症状は非特異的で、患者が血液ガス分析の明確な適応を示さない限り、診断は困難である。症状には、動悸、頭痛、低酸素による強い不安などの精神状態の変化、視力の低下、吐き気、嘔吐、腹痛、食欲の変化と体重増加、筋力低下、骨痛、関節痛などがある。急性代謝性アシドーシスの患者は、クスマウル呼吸と呼ばれる深くて速い呼吸を示すことがあり、これは古典的には糖尿病性ケトアシドーシスと関連している。速く、深い呼吸は、吐き出される二酸化炭素の量を増加させ、血中二酸化炭素濃度を低下させ、ある程度のアシドーシスの代償をもたらす。かといって、この、呼吸性アルカローシスを介した代償によってアルカレミア（アルカリ血症）となることはない。
代謝性アシドーシスによる極度のアシデミア（酸血症）は、神経および心臓の合併症を引き起こすこともある：
- 神経学的：嗜眠、昏睡、けいれん発作（seizure）（英語版）
- 心臓：不整脈（心室頻拍など）およびアドレナリンに対する反応低下（いずれも低血圧につながる）。

診察で疾患の徴候が発見されることもあるが、それ以外は正常であることが多い。エチレングリコール中毒では脳神経の異常が報告されており、メタノール中毒では網膜浮腫が徴候として現れることがある。

### 慢性代謝性アシドーシス
慢性代謝性アシドーシスも、非特異的な臨床症状を有するが、慢性腎臓病（CKD）患者においては、一般的な検査項目の一つである、血清重炭酸値を検査することにより、容易に診断することができる。CKDステージG3～G5の患者は、代謝性アシドーシスのスクリーニングをルーチンに受けるべきである。

## 原因と診断アプローチ
代謝性アシドーシスは、呼吸機能障害ではなく代謝機能障害に起因する血清pHの低下をもたらす。通常、血清重炭酸濃度は22mEq/L未満となり、正常範囲である22～29mEq/Lを下回り、塩基過剰は-2未満となり、pHを正常に近づけようとする過換気の結果として血中二酸化炭素分圧が低下する。時折、代謝性アシドーシスが主要な障害ではない混合性の酸塩基障害では、pHが正常または高い場合がある。慢性呼吸性アルカローシスがない場合、代謝性アシドーシスは、計算された血清重炭酸値の分析により臨床的に診断できる。

### 原因
一般に代謝性アシドーシスは、体内で酸が過剰に産生される場合（乳酸アシドーシスなど、下の項参照）、血液中の重炭酸塩が失われる場合、あるいは腎臓で体内の酸が十分に除去されない場合に起こる。
慢性代謝性アシドーシスは、腎アンモニア生成を通じて過剰な酸を排泄する腎臓の能力低下によって引き起こされることがほとんどである。典型的な西洋食は、毎日75～100mEqの酸を生成し、腎機能が正常なヒトでは、この食餌性酸を除去するためにアンモニアの産生が増加する。腎機能が低下すると、尿細管は過剰な酸を排泄する能力を失い、その結果、血清重炭酸塩を用いた酸の緩衝作用や、骨や筋肉への貯蔵が起こる 。

### 診断アプローチ
代謝性アシドーシスの主なタイプを見分けるには、アニオンギャップと呼ばれる臨床ツールが非常に役立つ。アニオンギャップは、主要な陽イオン（カチオン）であるナトリウムの血清濃度から、主要な陰イオン（アニオン）である塩化物と重炭酸塩の血清濃度の合計を引くことによって計算される。(血清カリウム濃度は計算に加えることができるが、これは単に正常なアニオンギャップとみなされるものの正常基準範囲を変えるだけである）。
血清ナトリウム濃度は、塩化物と重炭酸塩の合計濃度よりも高いため、アニオンの差、すなわち「アニオンギャップ」が算出される。実際には、アニオンギャップを計算する式では測定されない他の微量陽イオン（カリウム、カルシウム、マグネシウム）や陰イオン（アルブミン、硫酸塩、リン酸塩）が存在するため、血清は電気的に中性である。
アニオンギャップの正常値は8～16mmol/L（12±4）である。アニオンギャップの上昇（すなわち16mmol/L以上）は、過剰な「未測定」アニオンの存在を示す。例えば、組織低酸素による嫌気性代謝で生じる乳酸、有毒アルコールの代謝で生じるグリコール酸やギ酸、アセチル-CoAがトリカルボン酸（クレブス）回路に入るのではなくケト化を受ける際に生じるケト酸、硫酸塩やリン酸塩などの代謝産物の腎排泄不全などである。
有害アルコールの存在を示す浸透圧ギャップの検出、ケトアシドーシスを示す血清ケトン体の測定、腎機能障害を検出するための腎機能検査や尿検査など、アニオンギャップの上昇した代謝性アシドーシスの病因を決定するためには、補助的な検査が有用である。
蛋白（アルブミン、グロブリン）の増加は理論的にはアニオンギャップを増加させるが、臨床的に高値になることは通常ない。低アルブミン血症は臨床的にしばしばみられ、アニオンギャップを覆い隠す。経験則として、血清アルブミンが1G/L減少すると、アニオンギャップは0.25mmol/L減少する。急性代謝性アシドーシスの原因は数多くあるためアニオンギャップの異常の有無で分類することが有用である。

#### アニオンギャップ上昇
アニオンギャップが増大する病態は以下の通り。 
- 乳酸アシドーシス[13]
- ケトアシドーシス (糖尿病、アルコール、飢餓)[14]
- 慢性腎不全[15]

- 薬物中毒:
  - サリチル酸、メタノール、エチレングリコール[14]
  - パラアルデヒド、エタノール、ホルムアルデヒドなどの有機酸[16]
  - 一酸化炭素、シアン化物、イブプロフェン、メトホルミン[17]
  - グルタチオン枯渇を伴うアセトアミノフェンの長期大量摂取による5-オキソプロリン血症（敗血症、肝不全、腎不全、栄養失調をしばしば伴う）[18]

- プロピレングリコール (LおよびD-乳酸に代謝され、集中治療室で使用される特定の静注薬剤の輸液にしばしば含まれる。)[19]
- 重症の横紋筋融解症[20]
- イソニアジド、鉄剤、フェネルジン（英語版）、トラニルシプロミン（英語版）、バルプロ酸ナトリウム、ベラパミル[21]
- トピラマート
- 硫酸塩[22]

#### アニオンギャップ正常
アニオンギャップ正常の代謝性アシドーシス原因には以下が含まれる。
- 無機酸
  - HCl、NH4Clの注入、摂取
- 消化管での塩基喪失
  - 下痢[5]
  - 小腸瘻/小腸からのドレナージ
  - 腸への尿路変向（回腸導管など）[5]
- 腎での塩基喪失/酸貯留 
  - 近位尿細管性アシドーシス（英語版）
  - 遠位尿細管性アシドーシス
- 高カロリー輸液

- アジソン病
- アセタゾラミド
- スピロノラクトン
- 生理食塩水の輸液[5]

## 病態生理

### 代償機序
代謝性アシドーシスは、重炭酸イオン（HCO−
3）の低下によって特徴付けられ、これは酸（ケト酸や乳酸など）の生成の増加、腎臓や消化管によるHCO- 3の過剰な損失、または十分なHCO−
3を生成することができない場合に起こりうる。これは、臓器、組織、細胞の最適な機能を維持するためには、体内の酸と塩基のバランスを保つことが重要であることを示している。
身体は、4つの緩衝機構によって血液の酸性度を調節している。
- 重炭酸緩衝系（英語版）
- 細胞内（英語版）緩衝系: タンパク質、リン酸塩、骨中の炭酸塩など、様々な分子が水素原子を吸収することによる。
- 呼吸性代償（英語版）: 過換気により二酸化炭素が体外に排出され、pHが上昇する。
- 腎性代償（英語版）

### HCO−3の算出
代謝性アシドーシスを特徴づける重炭酸塩の減少は、2つの別々の反応によるものである。すなわち、水と二酸化炭素からの緩衝反応と腎臓での追加生成による。緩衝反応の式は以下の通りである。 {\displaystyle {\ce {H+ + HCO3- <=> H2CO3 <=> CO2 + H2O}}}
ヘンダーソン・ハッセルバルヒの式は、血液pHと重炭酸緩衝系の成分との関係を数学的に記述したものである（下式）。 {\displaystyle p{\ce {H}}=pK_{\text{a}}+\operatorname {\mathrm {Log} } {\frac {\left[{\ce {HCO3^-}}\right]}{\left[{\ce {CO2}}\right]}}{\text{,}}}上式ではpKa ≈ 6.1である。臨床現場では、CO2濃度は通常、動脈血中のCO2分圧であるPaCO2からヘンリーの法則によって決定される（下式）。
{\displaystyle [{\ce {CO2}}]=(0.03{\text{ L}}^{-1}/{\text{mmHg}})\times P_{{\text{a}}{\ce {CO2}}}{\text{.}}}
例えば、血液ガス分析装置は通常、測定されたpHとPaCO2から重炭酸塩濃度を算出する。数学的には、アルゴリズムはヘンリーの法則式をヘンダーソン-ハッセルバッハの式に代入、以下のように式変形する。 {\displaystyle \left[{\ce {HCO3^-}}\right]=(0.03{\text{ L}}^{-1}/{\text{mmHg}})P_{{\text{a}}{\ce {CO2}}}\cdot 10^{p{\ce {H}}-pK_{\text{a}}}}  ヒトの海抜高さでの正常値は、pH ≈ 7.4、PaCO2 ≈ 40 mmHgであるので、代入すると以下の値となる。 {\displaystyle {\begin{aligned}\left[{\ce {HCO3^-}}\right]&=(0.03{\text{ L}}^{-1}/{\text{mmHg}})(40{\text{ mmHg}})\cdot 10^{7.4-6.1}\\&=24{\text{ L}}^{-1}\end{aligned}}}

## 合併症

### 急性代謝性アシドーシス
急性代謝性アシドーシスは、入院中や急性の重篤な疾患の際に最もよく起こる。急性代謝性アシドーシスはしばしば予後不良と関連し、pHが7.20のまま治療されない場合の死亡率は57％にも達する。より低いpHでは、急性の代謝性アシドーシスが循環障害や末端臓器機能の低下につながる可能性がある。

### 慢性代謝性アシドーシス
慢性代謝性アシドーシスは、eGFRが45 ml/min/1.73m2未満の慢性腎臓病患者（CKD）によくみられ、多くの場合、症状は軽度から中等度である。しかし、代謝性アシドーシスは慢性腎臓病の経過の初期に現れることもある。慢性腎臓病における代謝性アシドーシスは、その慢性的な性質から、細胞機能に重大な悪影響を及ぼし、全体として患者の病状悪化の一因となることが、複数の動物およびヒトの研究で示されている。
慢性腎臓病患者、特に末期腎不全（ESRD）患者における慢性代謝性アシドーシスの最も有害な合併症は、骨と筋肉に対する有害な変化である。酸による緩衝作用は骨密度の低下を招き、骨折、腎性骨異栄養症、骨疾患のリスクを増大させる。そしてタンパク質の異化が進み、筋肉が衰える。さらに、慢性腎臓病における代謝性アシドーシスは糸球体濾過量の悪化とも関連しており、慢性腎臓病の合併症であると同時に慢性腎臓病進行の根本的原因でもある。

## 治療
代謝性アシドーシスの治療は、根本的な原因によって異なり、主要な病的プロセスを回復させることを目標とすべきである。治療方針を考える際には、急性型と慢性型を区別することが重要である。

### 急性代謝性アシドーシス
重篤な急性腎障害がない限り、重篤でないアシドーシス（7.1＞pH）の患者には重炭酸塩療法は推奨されない。重度の急性アシデミア（7.1＞pH）の患者、または重度の急性腎障害を有する軽度アシデミア（pH7.1～7.2）の患者には、一般的に炭酸塩療法行がわれる。BICAR-ICU試験において、pH>7.3を維持するための重炭酸塩療法は、全死亡および7日目における少なくとも1つの臓器不全の有無という複合アウトカムに対して何ら総合的な効果を示さなかった。しかし、重症急性腎障害患者のサブグループでは、重炭酸塩療法は主要複合アウトカムと28日死亡率を有意に減少させ、透析の必要性も減少させた。

### 慢性代謝性アシドーシス
慢性腎臓病（CKD）の患者にとって、代謝性アシドーシスの治療は慢性腎臓病の進行を遅らせる。慢性代謝性アシドーシスの治療のための食事介入には、尿中正味酸排泄量の減少を助け、TCO2を増加させる塩基誘導性の果物および野菜が含まれる。最近の研究では、ケトン類似体を補充したベジタリアン向けの超低タンパク食による食事性タンパク質制限も、慢性腎疾患患者における代謝性アシドーシスの是正のための栄養学的に安全な選択肢であることが示唆されている。
現在、慢性代謝性アシドーシスに対する最も一般的な治療法は、経口重炭酸塩である。NKF/KDOQIガイドラインは、血清重炭酸塩レベルが22mEq/L未満の場合に治療を開始し、22mEq/L以上を維持することを推奨している。経口アルカリ療法の効果を調査した研究では、血清重炭酸塩レベルの改善、腎機能低下速度の減弱、および蛋白尿の減少-腎不全に進行するリスクの減少につながる-が実証された。しかし、経口アルカリ療法の副作用には、胃腸不耐症、浮腫の悪化、高血圧の悪化などがある。さらに、慢性代謝性アシドーシスの治療には大量の経口アルカリが必要であり、錠剤の内服負担によって服薬アドヒアランスが制限される可能性がある。
ベベリマー（TRC 101）は、消化管内の酸と結合し、糞便中に排泄されることにより体外に排出され、体内の酸の量を減少させ、血中の重炭酸塩のレベルを増加させることにより、代謝性アシドーシスを治療するように設計された有望な治験薬である。CKDと代謝性アシドーシスを有する患者を対象とした第3相二重盲検プラセボ対照臨床試験（12週間）の結果から、ベベリマーは短期的で代謝性アシドーシスを効果的かつ安全に改善することが実証され、長期的な安全性を評価する盲検プラセボ対照試験（40週延長）では、身体機能の持続的改善と、死亡、透析、またはeGFRの50％低下の複合エンドポイントの改善が実証された。